# Azteca stigmatica
Azteca stigmatica är en myrart som beskrevs av Carlo Emery 1896. Azteca stigmatica ingår i släktet Azteca och familjen myror. Inga underarter finns listade.